# روث جوستافسون
روث فالبورج ماريا غوستافسون ني بيترسون (بالسويدية: Ruth Gustafson)‏ (ستوكهولم، 8 يوليو 1881 - 5 أبريل 1960، ستوكهولم)، سياسية سويدية (ديمقراطية اجتماعية)، عاملة نقابية، ناشطة في مجال حقوق المرأة ومحررة. كانت عضواً في مجلس مدينة ستوكهولم في 1919- 1938، وعضواً في مجلس النواب الثاني في 1933-1960، ورئيسة تحرير الصحيفة الاجتماعية الديمقراطية مورغونبريس 1908-1910 و1919-1921. كانت عضواً في الرابطة الوطنية لحق المرأة في التصويت في الفترة من 1902 إلى 1921، وكانت متحدثة باسم الجناح اليساري داخل الحركة.

## الحياة المهنة
ولدت روث جوستافسون تحت رعاية فردريك تيودور بيترسون وآنا لوفيسا يوهانسون في ستوكهولم. تزوجت من المحرر والبرلماني هجلمار ألبين غوستافسون (1883-1961) في عام 1912 وانفصلا في عام 1934. وكانت عضواً في مجلس إدارة الاتحاد النسائي في 1903- 1906، والعمل الجماعي للنساء الديمقراطيات الاجتماعيات في 1907-1910 و1917-1920، ورئيسة اللجنة العاملة للمرأة الديمقراطية الاجتماعية في 1908-1910، وعضو مجلس إدارة المرأة الديمقراطية الاجتماعية في 1920- 1932 و1936- 1948.
نشأت جوستافسون في منزل للطبقة العاملة الفكرية مع آباء مهتمين بالاشتراكية وحقوق العمال وأب مشارك في العمل النقابي، نشطت في الحركة الديمقراطية الاجتماعية من خلال أندية الشباب في ستوكهولم في التسعينيات من القرن التاسع عشر. أصبحت عضواً رسمياً في الحزب الاشتراكي الديمقراطي في عام 1902، وكانت بعد ذلك ناشطة متحدثة للحزب، كانت كاتا دالستروم وآنا ستيركي قدوة لها. كانت معروفة بوجهات نظرها الراديكالية المؤيدة لإلغاء الكنيسة للزواج المدني، وذلك لإعطاء الحقوق القانونية للزوجين اللذين يعيشان معاً دون أن يتزوجا (كما فعلت هي مع زوجها لمدة ست سنوات قبل زواجها منه)، وحماية الأطفال من استخدامهم كقوة عاملة.
كانت جوستافسون شخصية بارزة في حركة حقوق المرأة داخل الحزب الاجتماعي الديمقراطي وحركة الطبقة العاملة السويدية، لم ترغب النساء عادة في أن تصبحن جزءاً من منظمات حقوق المرأة لأنهن كن يتألفن أساساً من سيدات الطبقة العليا. تحدثت نساء الطبقة العاملة في هذه المرحلة عن حقوقهن من خلال النقابات العمالية للنساء، كانت جوستافسون من المتحدثات المهمات لهنّ داخل الحزب الديمقراطي الاجتماعي. أُعطيت حقوق العمال الأولوية على حقوق المرأة ومشاركتها في السياسة، فعلى الرغم من كونها متكررة، إلا أنها كانت ما تزال مثيرة للجدل.